# 斯圖日齊亞
49°1′25″N 22°36′42″E / 49.02361°N 22.61167°E
斯圖日齊亞（烏克蘭語：Стужиця）是烏克蘭西部的村莊，隸屬外喀爾巴阡州的烏日霍羅德區。該村始建於1559年，面積65.58平方公里，海拔高度406米，2001年人口1,002，人口密度每平方公里15.28人。